# Gare de Ressaix
La gare de Ressaix est une gare ferroviaire belge fermée de la ligne 108 de Y Mariemont à Binche, située à Ressaix, dans la commune de Binche.

## Situation ferroviaire
Établie à 104 m d'altitude, la gare de Ressaix était située au point kilométrique 6,9 de la ligne 108 de Y Mariemont à Binche entre les gares de Leval et de Binche, les trois étant situées dans la même commune.

## Histoire

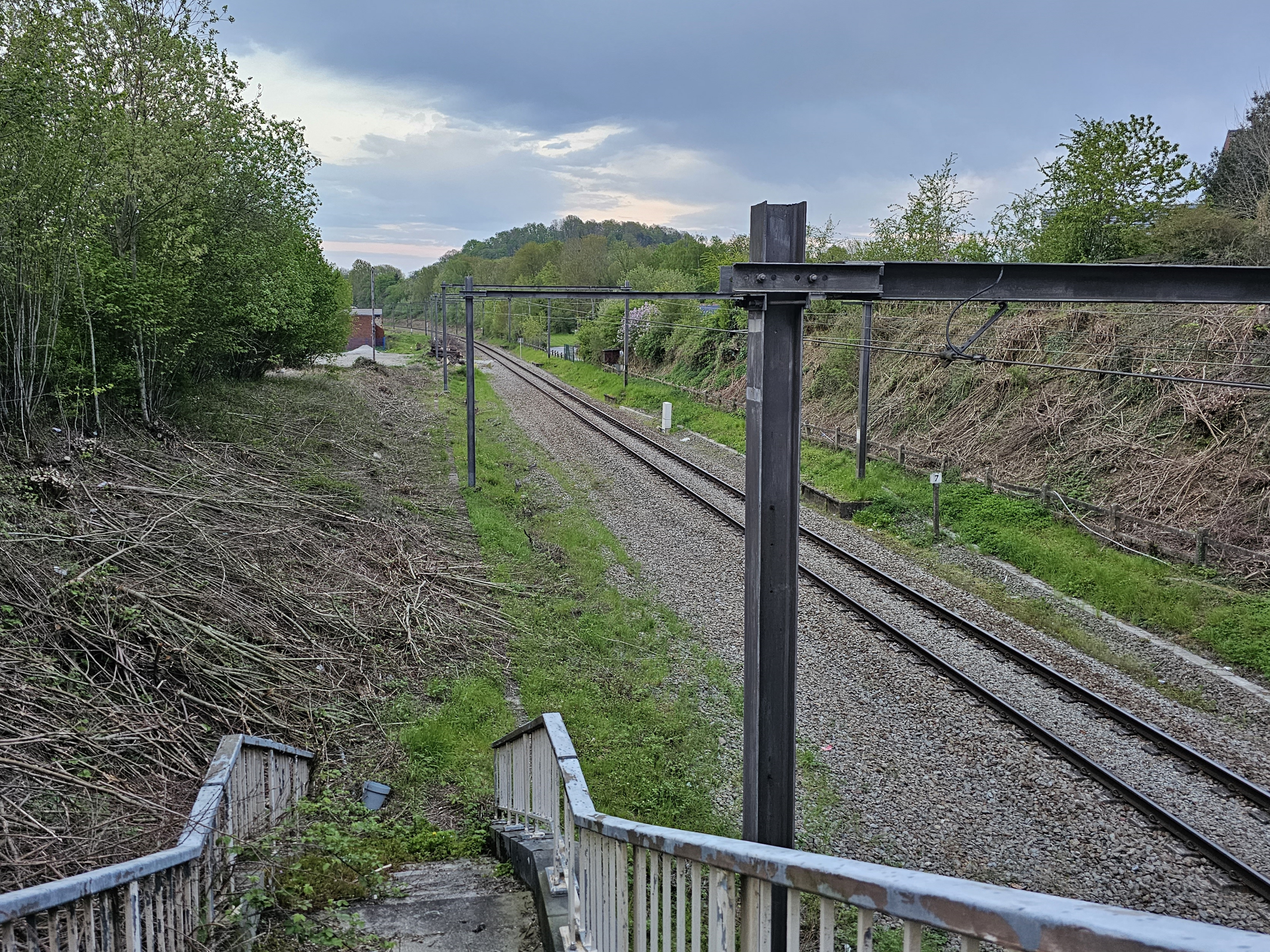
Vue des quais depuis les escaliers

La station de Ressaix est mise en service le 2 mai 1857 par la Compagnie du chemin de fer du Centre, lorsqu'elle ouvre à l'exploitation la section de Baume à Erquelinnes via Binche.
La gare était située à proximité du charbonnage de Ressaix, celui-ci étant relié sur plusieurs voies à la ligne 108.
À la suite du plan IC-IR de la SNCB, réforme de l'offre voyageurs, la gare ferme ses portes le 3 juin 1984. Le bâtiment a depuis été démoli et les trains passent sans s'arrêter.
Les escaliers menant aux quais abandonnés subsistent encore à l'heure actuelle.